# Bernstein (Burgenland)
Bernstein (ungarisch Borostyánkő, Romani Boroschtschaja) ist eine Marktgemeinde mit 2.140 Einwohnern (Stand 1. Jänner 2024) im Bezirk Oberwart im Burgenland in Österreich. Die Ortschaft ist vor allem durch ihre Burg und den dort zu findenden grünen Edelserpentin bekannt.

## Etymologie
Der Name des Ortes leitet sich von der Bernsteinstraße ab, von der ein Seitenarm als Via Magna im Tauchental vorbeiführte.

## Geografie

### Geografische Lage
Die Gemeinde liegt im Südburgenland auf 619 Meter Seehöhe. Das Wahrzeichen von Bernstein ist die im 14. Jahrhundert erstmals erwähnte Burg Bernstein; sie ist die höchstgelegene Burg des Burgenlandes.

### Gemeindegliederung
Die Gemeinde besteht aus fünf Katastralgemeinden und gliedert sich in fünf gleichnamige Ortschaften:
| Deutsch    | Ungarisch    | Romani         | Fläche      | Einw. |
| ---------- | ------------ | -------------- | ----------- | ----- |
| Bernstein  | Borostyánkő  | Boroschtschaja | 1.725,39 ha | 988   |
| Dreihütten | Háromsátor   | -              | 271,66 ha   | 124   |
| Redlschlag | Újvörösvágás | -              | 721,09 ha   | 355   |
| Rettenbach | Mencsér      | -              | 577,81 ha   | 293   |
| Stuben     | Edeháza      | Schtumo        | 602,91 ha   | 399   |

### Eingemeindungen
Im Jahre 1971 wurden die Gemeinden Dreihütten, Redlschlag, Rettenbach und Stuben mit Bernstein zusammengelegt.

### Nachbargemeinden
zwei der sieben Nachbargemeinden liegen im niederösterreichischen Bezirk Wiener Neustadt-Land (WB), eine weitere im Bezirk Oberpullendorf (OP).
| Hochneukirchen-Gschaidt (WB) | Kirchschlag in der Buckligen Welt (WB)      |                  |
| Oberschützen                 | Kompassrose, die auf Nachbargemeinden zeigt | Pilgersdorf (OP) |
| Mariasdorf                   | Stadtschlaining                             | Unterkohlstätten |

### Klima
|                        | Jan  | Feb  | Mär  | Apr  | Mai  | Jun  | Jul  | Aug  | Sep  | Okt  | Nov  | Dez  |   |      |
| Mittl. Temperatur (°C) | −2,0 | −0,8 | 3,2  | 8,1  | 13,3 | 16,0 | 18,3 | 17,9 | 13,5 | 8,8  | 3,2  | −0,9 | ⌀ | 8,3  |
| Mittl. Tagesmax. (°C)  | 2,0  | 4,0  | 8,2  | 13,6 | 18,6 | 21,4 | 23,8 | 23,3 | 18,5 | 13,1 | 6,6  | 2,5  | ⌀ | 13   |
| Mittl. Tagesmin. (°C)  | −3,8 | −2,7 | 0,7  | 5,0  | 9,7  | 12,6 | 14,8 | 14,7 | 10,8 | 6,3  | 1,1  | −2,8 | ⌀ | 5,6  |
|                        |      |      |      |      |      |      |      |      |      |      |      |      |   |      |
| Luftfeuchtigkeit (%)   | 71,1 | 61,8 | 57,9 | 52,7 | 55,7 | 58,0 | 55,1 | 56,5 | 61,0 | 66,6 | 73,7 | 74,8 | ⌀ | 62,1 |

| −3,8 |

| −2,7 |

| 0,7 |

| 5,0 |

| 9,7 |

| 12,6 |

| 14,8 |

| 14,7 |

| 10,8 |

| 6,3 |

| 1,1 |

| −2,8 |

| −3,8 |

| −2,7 |

| 0,7 |

| 5,0 |

| 9,7 |

| 12,6 |

| 14,8 |

| 14,7 |

| 10,8 |

| 6,3 |

| 1,1 |

| −2,8 |

## Geschichte

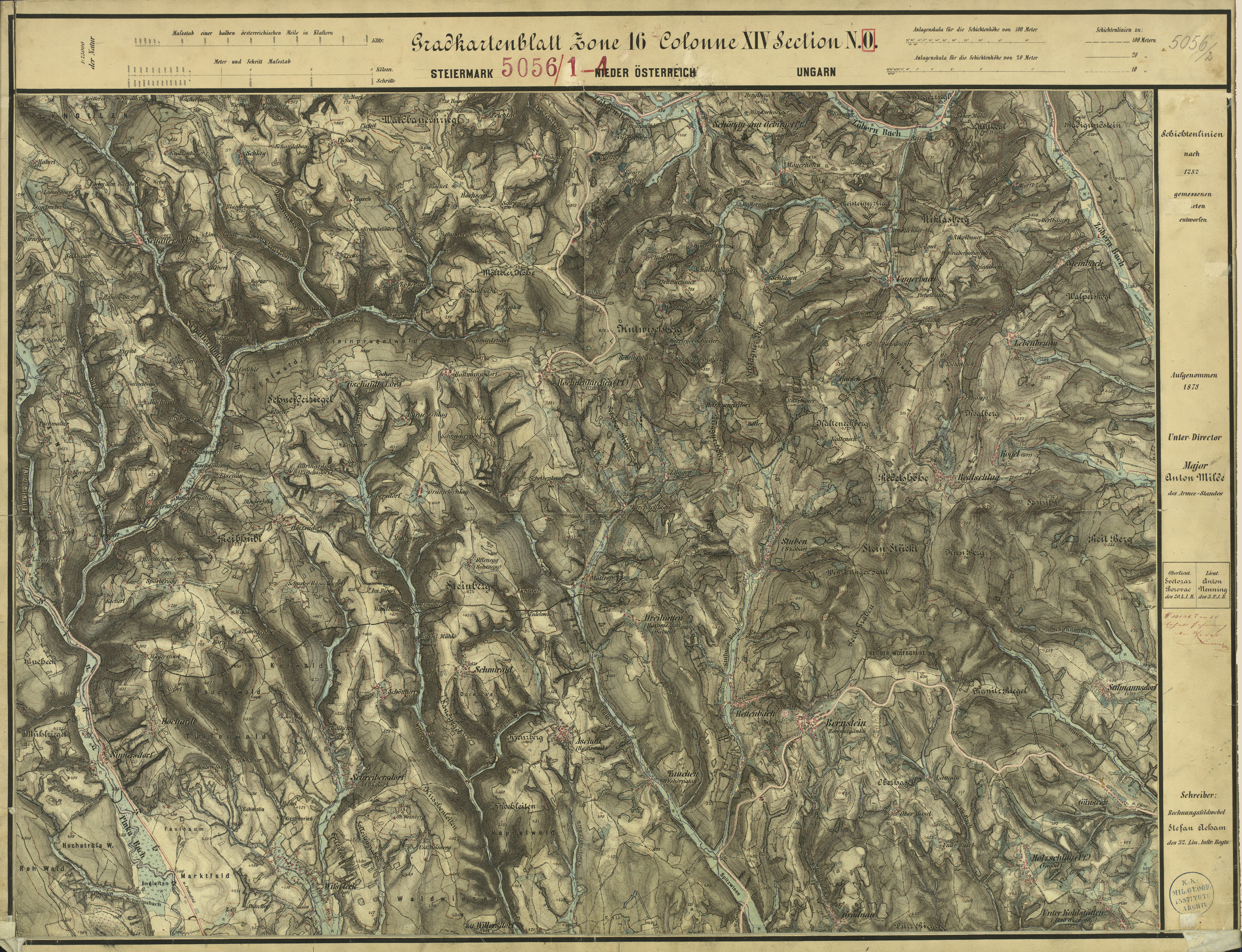
Bernstein (rechts unten) um 1878 (Aufnahmeblatt der Landesaufnahme)

Das Gebiet von und um Bernstein war Jahrhunderte vor Christi Geburt von keltischen Stämmen bewohnt. Im Bereich von Bernstein befinden sich etwa 40 norisch-pannonische Hügelgräber des 1. und 2. Jahrhunderts n. Chr. (Ried Bienenhiate, Braunriegel, Hohentann-Langleiten, Hirschwiese, Kreuzriegel, Lange Risten, Pechgraben, Siebenhölzer).
Erstmals wurde der Ort 1388 als Dorf unter der Burg Porostyan gelegen urkundlich erwähnt. Seit dem 12. Jahrhundert wurde Bergbau betrieben. Zuerst wurde nur Eisen gefördert, ab dem 16. Jahrhundert ebenso Schwefel, Kupfer, Kupfervitriol, Silber und sogar Gold. Das Wappen von Bernstein stammt aus dieser Zeit; es zeigt einen Hauerbrunnen (Förderschacht) mit zwei Bergknappen. Anfang des 19. Jahrhunderts fand der Bergbau vorerst ein Ende.
Bernstein ist der Fundort des hell- bis dunkelgrünen Edelserpentins, einer besonders reinen Varietät, der hier zu Schmuck und anderen Kunstgegenständen verarbeitet wird. Der Holzdrechsler Josef Höfer und Pfarrer Ratz entdeckten 1860, dass sich der in den Adern des gemeinen Serpentinits eingeschlossene Edelserpentin – nach der Mohsschen Härteskala weist dieser eine Härte von etwa 2,5 bis 3,5 auf – leicht bearbeiten lässt. Daraus entwickelte sich in der folgenden Zeit ein neues Handwerk, dessen Tradition bis zur Gegenwart erhalten blieb. Für die Gewinnung von einem Kubikmeter Edelserpentin müssen etwa 2000 Kubikmeter gemeinen Serpentinits, der im Straßenbau und in der Kunststeinindustrie Verwendung findet, abgebaut werden.
Wie das gesamte Burgenland gehörte der Ort bis 1921 zu Ungarn. Nach Ende des Ersten Weltkriegs wurde Westungarn in den Verträgen von St. Germain und Trianon Österreich zugesprochen und im Herbst 1921 in das neu gegründete Bundesland Burgenland eingegliedert.
Marktgemeinde ist Bernstein seit 1973 (durch „VO 5“ erfolgte Weiterverleihung, Marktrecht seit 1602).

## Bevölkerungsentwicklung

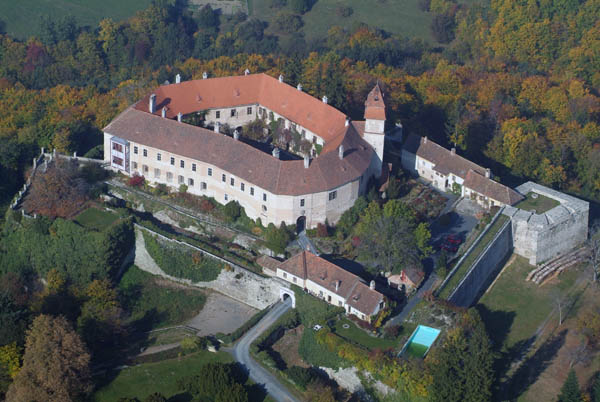
Luftaufnahme der Burg Bernstein
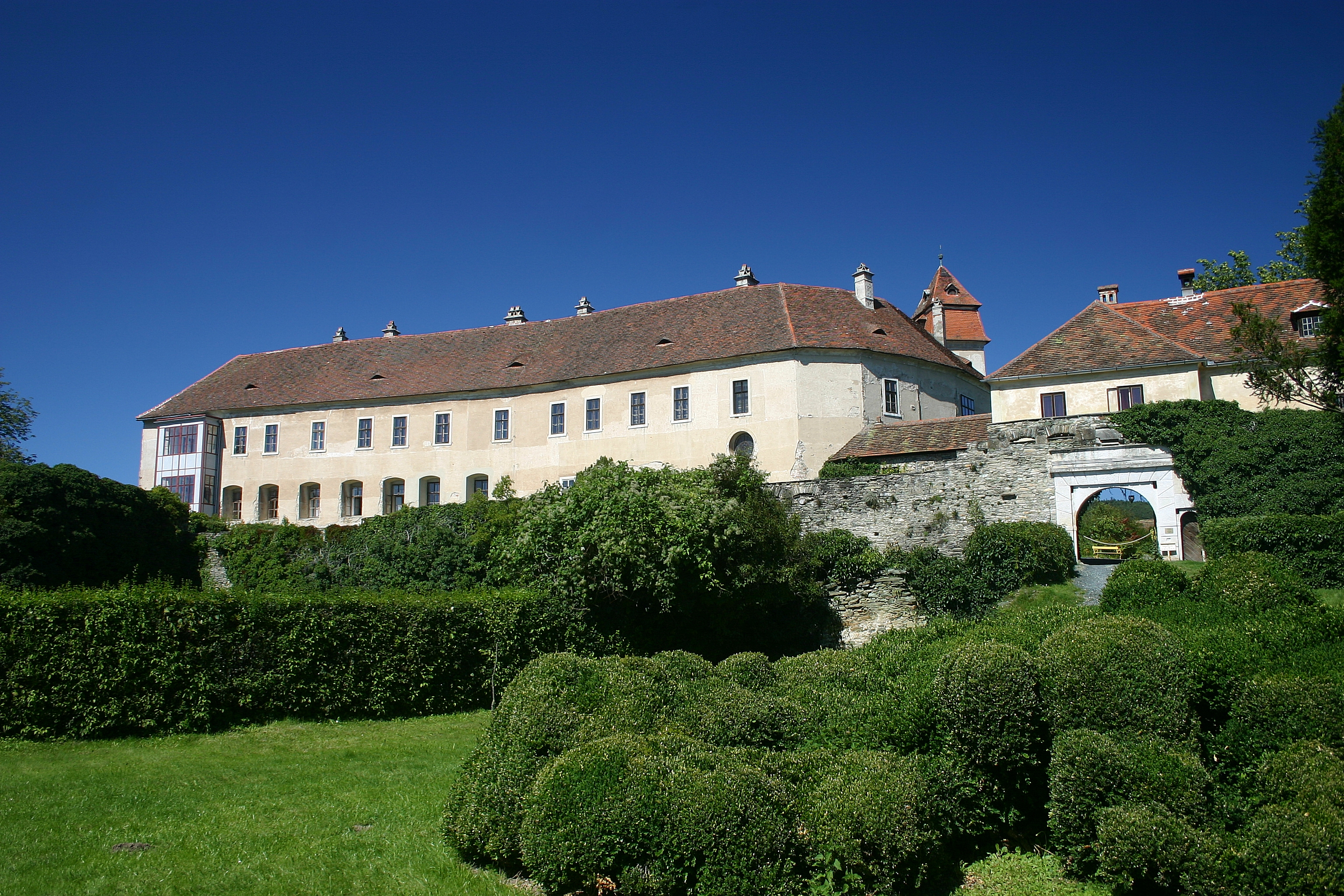
Burg Bernstein
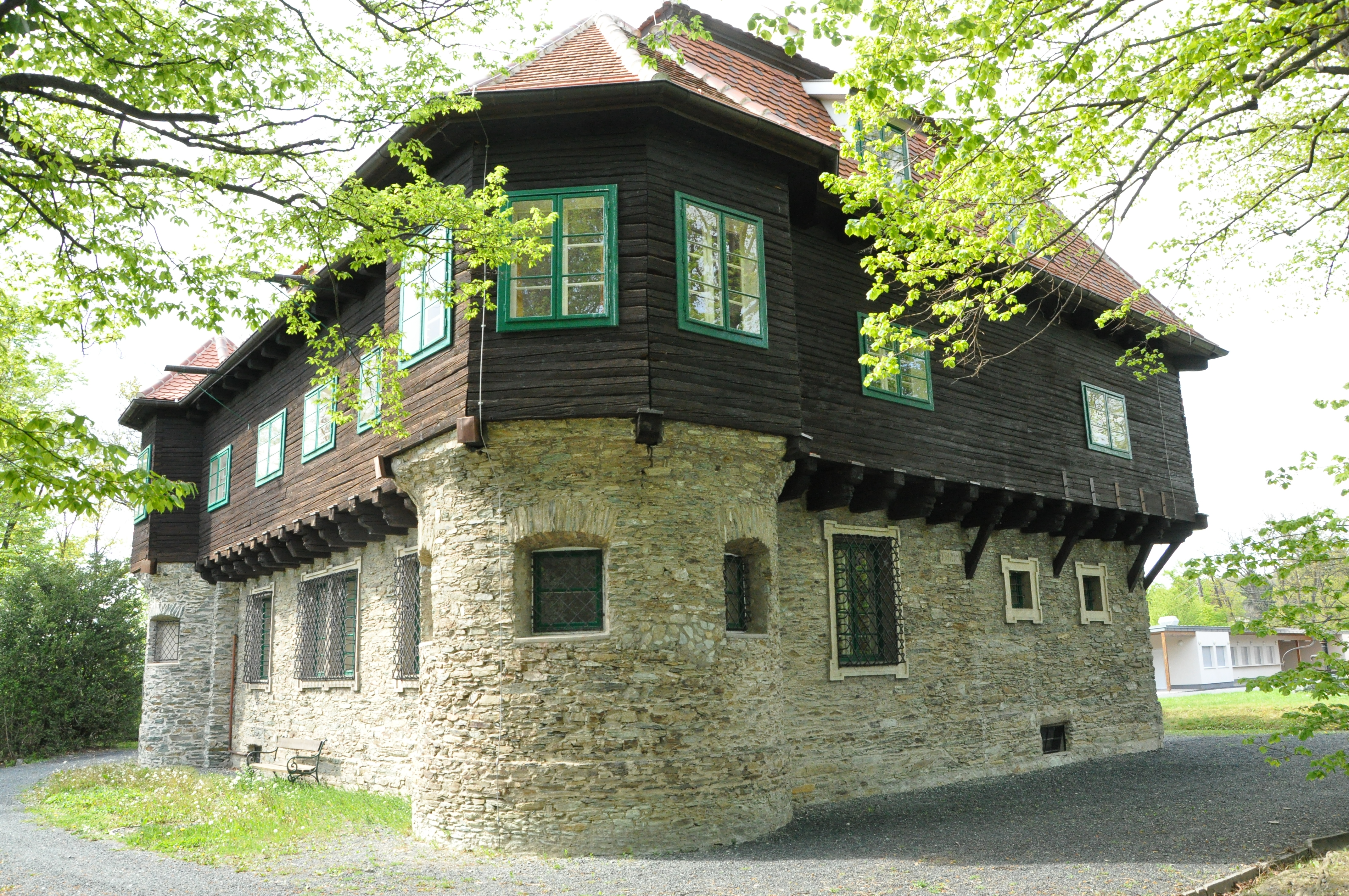
Madonnenschlössl Bernstein

## Kultur und Sehenswürdigkeiten

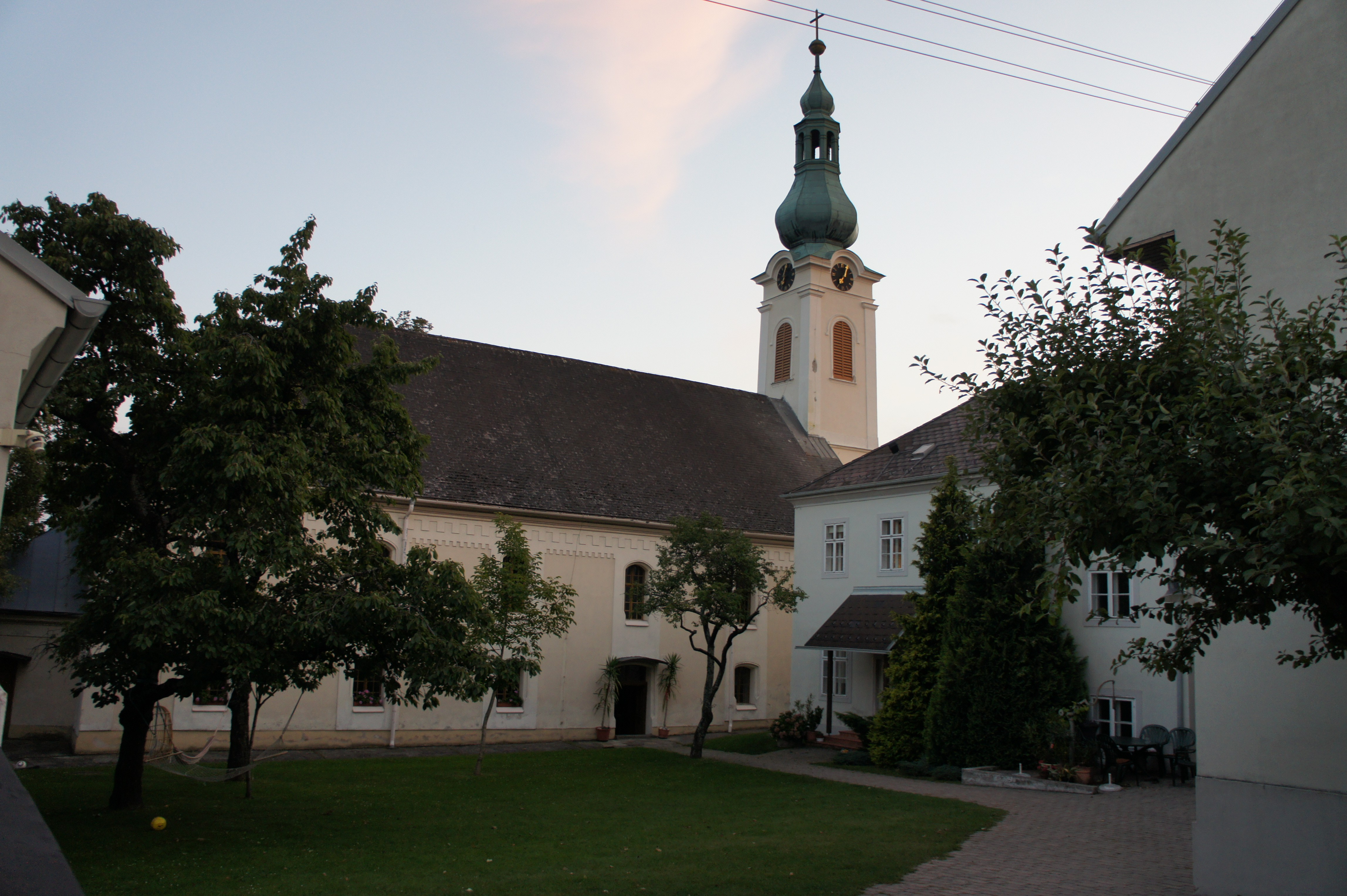
Evangelische Pfarrkirche

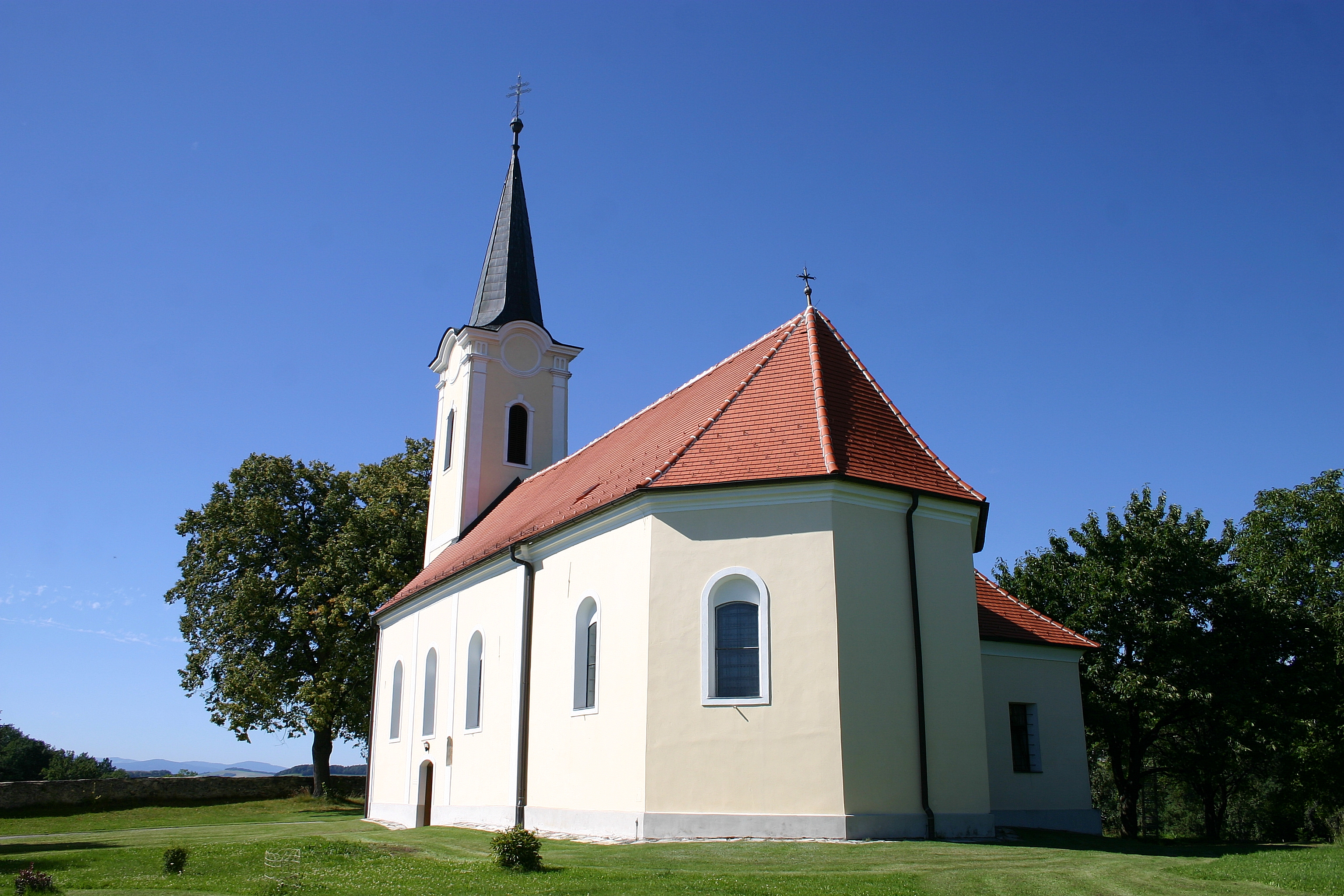
Katholische Pfarrkirche

- Burg Bernstein: im 13. Jahrhundert erstmals erwähnt
- evangelische Pfarrkirche
- katholische Pfarrkirche
- Felsenmuseum
- Edelserpentinschleifereien
- Madonnenschlössl (Trutzschlössl): Das Madonnenschlössl ist ein um die Jahrhundertwende erbautes Gebäude, welches inmitten eines Parks liegt. Von hier aus hat man eine gute Aussicht. Das Erdgeschoß ist aus Serpentin gemauert. Die beiden Obergeschoße sind durch eine Holzbalkenkonstruktion getrennt, welche aufwendige Schnitzereien zeigt. Auf dem Dach befinden sich zwei Wasserspeier.[5]
- Pranger
- norisch-pannonische Hügelgräber mit Schaugrab[6]
- Planetenwanderweg[6]

## Politik

### Gemeinderat
Der Gemeinderat umfasst aufgrund der Anzahl der Wahlberechtigten insgesamt 23 Mitglieder.
| Partei          | 2022    | 2022    | 2022    | 2017    | 2017    | 2017    | 2012    | 2012    | 2012    | 2007    | 2007    | 2007    | 2002    | 2002    | 2002    | 1997    | 1997    | 1997    |
| Partei          | St.     | %       | M.      | St.     | %       | M.      | St.     | %       | M.      | St.     | %       | M.      | St.     | %       | M.      | St.     | %       | M.      |
| --------------- | ------- | ------- | ------- | ------- | ------- | ------- | ------- | ------- | ------- | ------- | ------- | ------- | ------- | ------- | ------- | ------- | ------- | ------- |
| SPÖ             | 890     | 57,05   | 14      | 902     | 58,46   | 14      | 956     | 59,49   | 14      | 896     | 53,56   | 12      | 977     | 58,71   | 14      | 968     | 62,82   | 15      |
| ÖVP             | 549     | 35,19   | 8       | 392     | 25,41   | 6       | 529     | 32,92   | 8       | 704     | 42,08   | 10      | 633     | 38,04   | 9       | 492     | 31,93   | 7       |
| FPÖ             | 77      | 4,94    | 1       | 249     | 16,14   | 3       | 122     | 7,59    | 1       | 73      | 4,36    | 1       | 54      | 3,25    | –       | 81      | 5,26    | 1       |
| KLART           | 44      | 2,82    | 0       |         |         |         |         |         |         |         |         |         |         |         |         |         |         |         |
| Wahlberechtigte | 2103    | 2103    | 2103    | 2066    | 2066    | 2066    | 2146    | 2146    | 2146    | 2169    | 2169    | 2169    | 2184    | 2184    | 2184    | 2068    | 2068    | 2068    |
| Wahlbeteiligung | 79,36 % | 79,36 % | 79,36 % | 83,79 % | 83,79 % | 83,79 % | 82,71 % | 82,71 % | 82,71 % | 82,85 % | 82,85 % | 82,85 % | 84,89 % | 84,89 % | 84,89 % | 86,07 % | 86,07 % | 86,07 % |

### Bürgermeister
Bürgermeisterin ist Renate Habetler (SPÖ). Sie trat Ende 2011 die Nachfolge von Robert Marth (SPÖ) an, der seit 2002 das Amt innehatte. Nachdem sich Marth bei der Bürgermeisterdirektwahl 2007 it 50,64 % gegen Franz Kummer (ÖVP) durchsetzte, wurde vom Gemeinderat Habetler zur Nachfolgerin gewählt. Bei der Wahl 2012 gewann sie im ersten Wahlgang mit 66,20 %. Markus Zettl (ÖVP) kam auf 28,37 % und Karl Kager (FPÖ) auf 5,43 %.
Bei der Bürgermeisterwahl am 1. Oktober 2017 setzte sich Habetler erneut mit 62,10 % durch. Für die ÖVP trat neuerlich Markus Zettl (21,59 %), für die FPÖ Herbert Adelmann an, der 16,31 % erreichte.
In der konstituierenden Sitzung des Gemeinderats wurde Gerhard Böhm (SPÖ) zum Vizebürgermeister gewählt.
Bei den Gemeinderatswahlen 2022 setzte sich Renate Habetler mit 60,86 % der Stimmen gegen den Kandidaten der ÖVP, Gerald Derkits (34,63 %) und dem Kandidaten der Liste Klartext, DI Herbert Adelmann (4,51 %) durch. Gerald Derkits (ÖVP) wurde 1. Vizebürgermeister.

### Wappen
Die Blasonierung (Wappenbeschreibung): „In Blau über schwarzem Fels ein silberner Hauerbrunnen, begleitet von zwei silbernen Knappen. Es stellt den seinerzeitigen Bergbau dar.“

## Persönlichkeiten

### Söhne und Töchter der Gemeinde
- Therese Blaschke (* 1858; † nach 1929), Bürgerschullehrerin und Autorin
- Jenö von Egan-Krieger (* 1886 auf Burg Bernstein; † 1965 in Köln), Offizier und Politiker
- László Ede Almásy (* 1895 auf Burg Bernstein; † 1951 in Salzburg), Saharaforscher und Pilot (Der englische Patient)
- Helmut Bieler (* 1952), Politiker
- Manfred Sauer (* 1960), lutherischer Theologe

### Personen mit Bezug zur Gemeinde
- Theodor I. Batthyány (1729–1812), ungarischer Magnat, Grundherr der Herrschaft Bernstein
- Eric W. Gritsch (1931–2012), amerikanischer lutherischer Theologe und Autor, aufgewachsen in Bernstein

## Bilderbogen

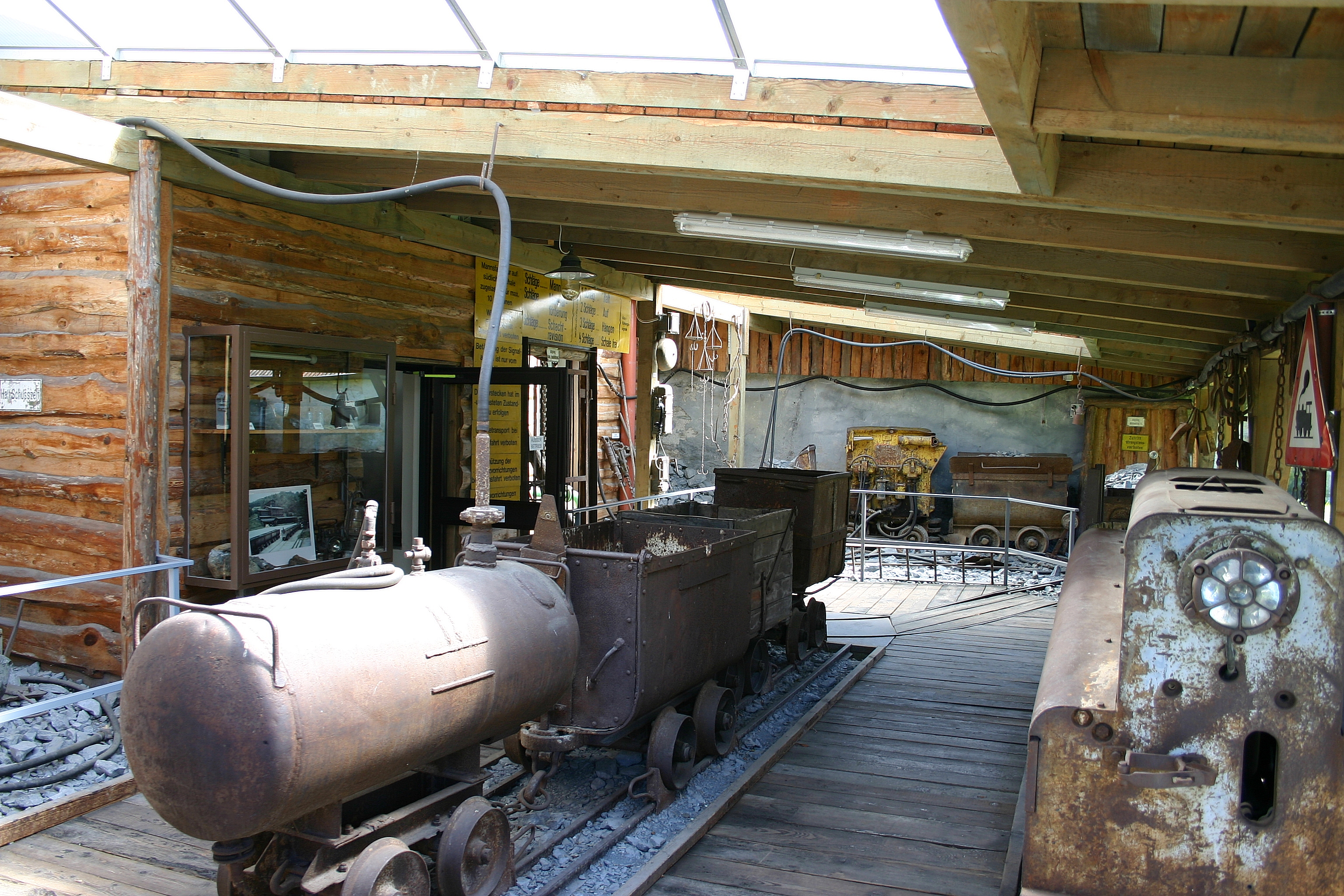
Felsenmuseum Bernstein
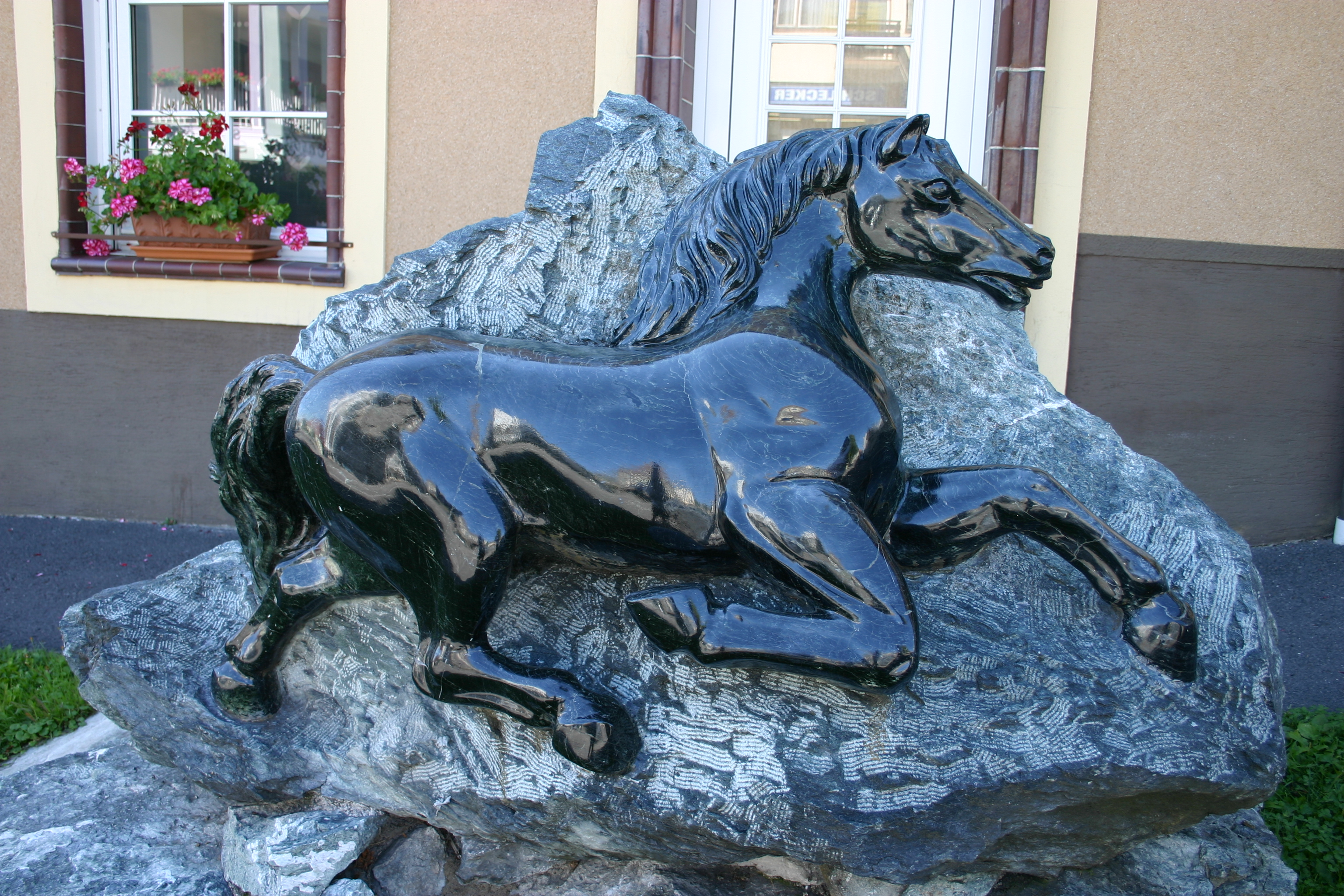
Skulptur aus Edelserpentin
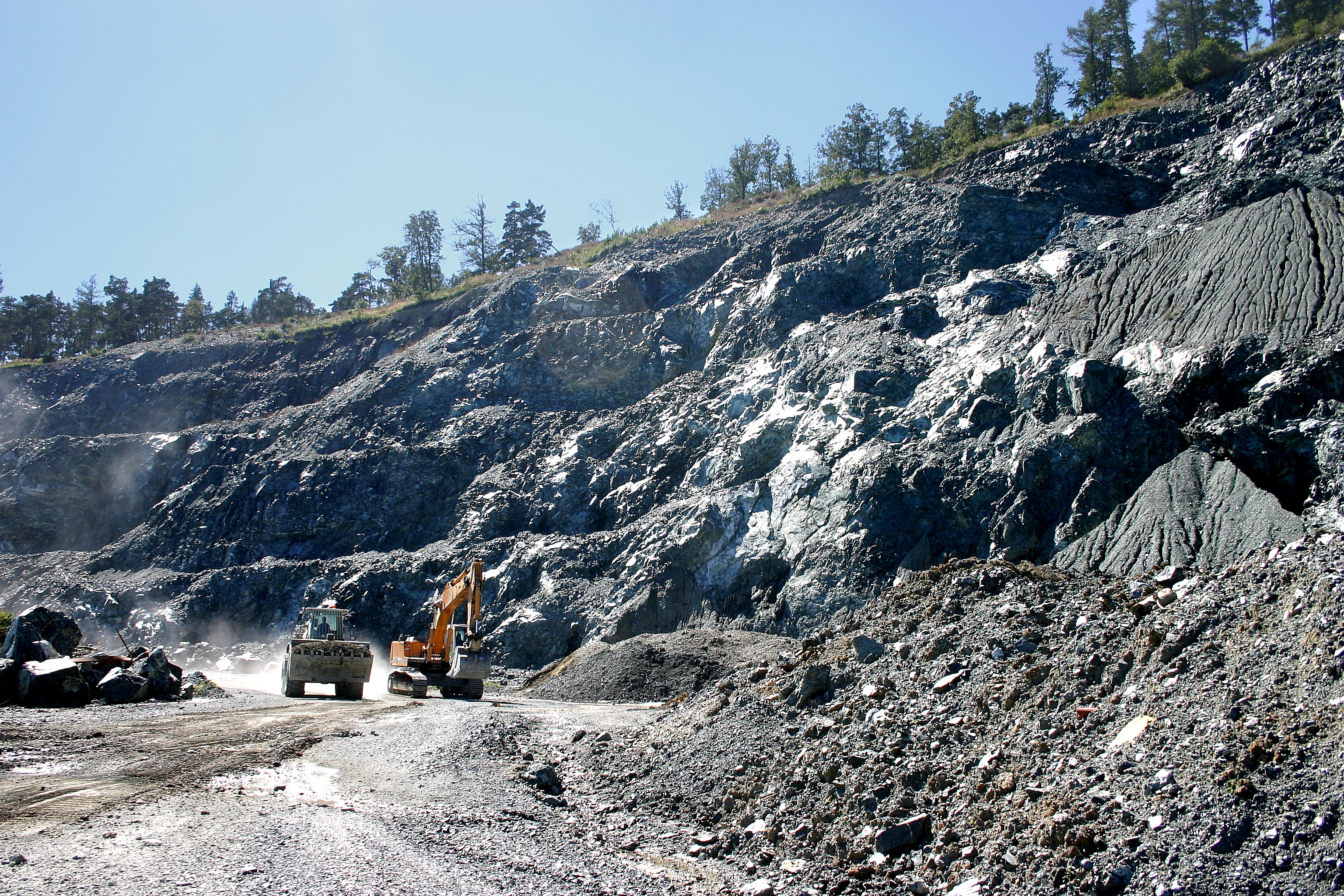
In diesem Steinbruch wird neben dem gemeinen Serpentin auch der begehrte Edelserpentin abgebaut.
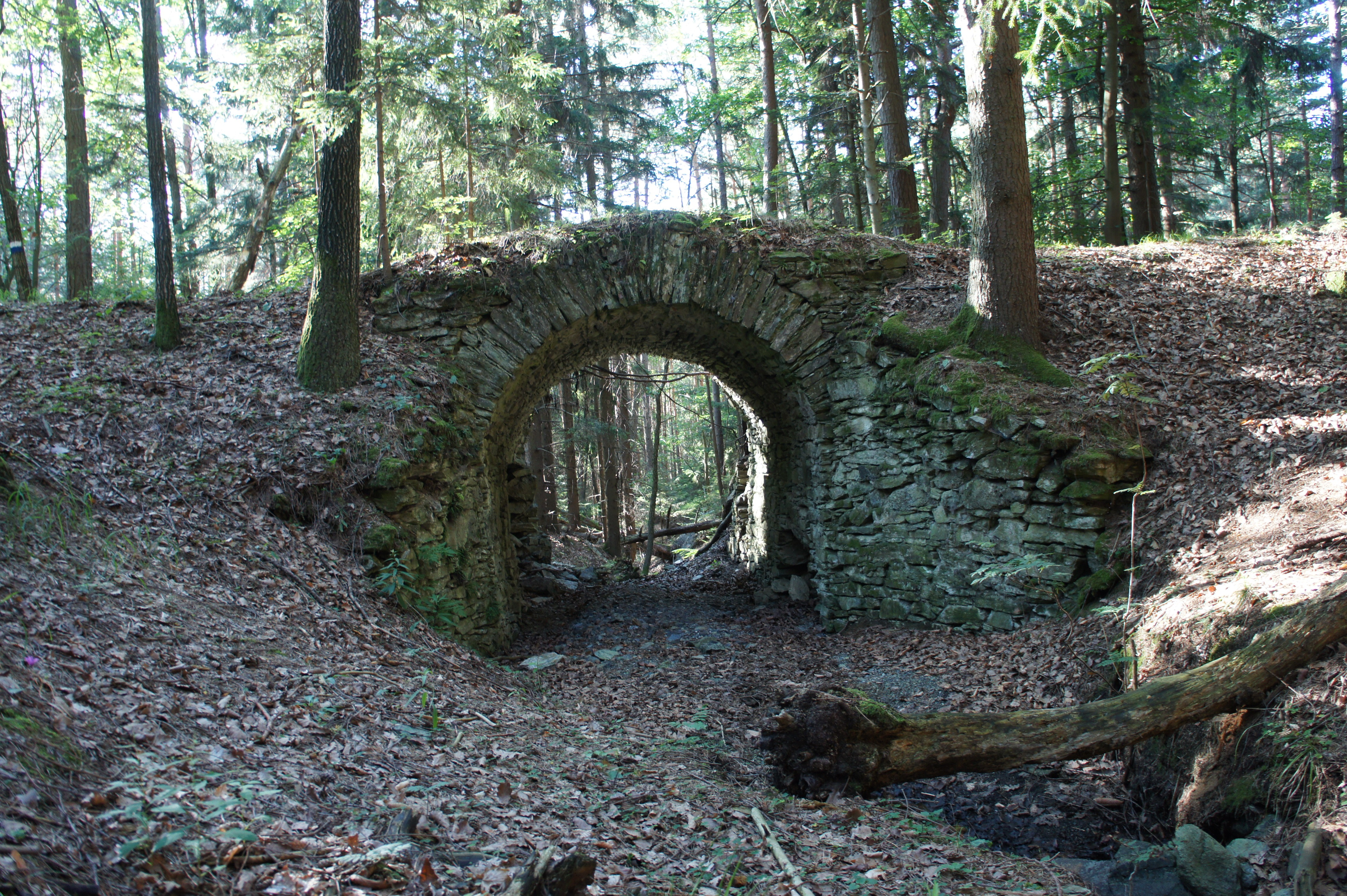
Alte Steinbogenbrücke im Bernsteiner Wald
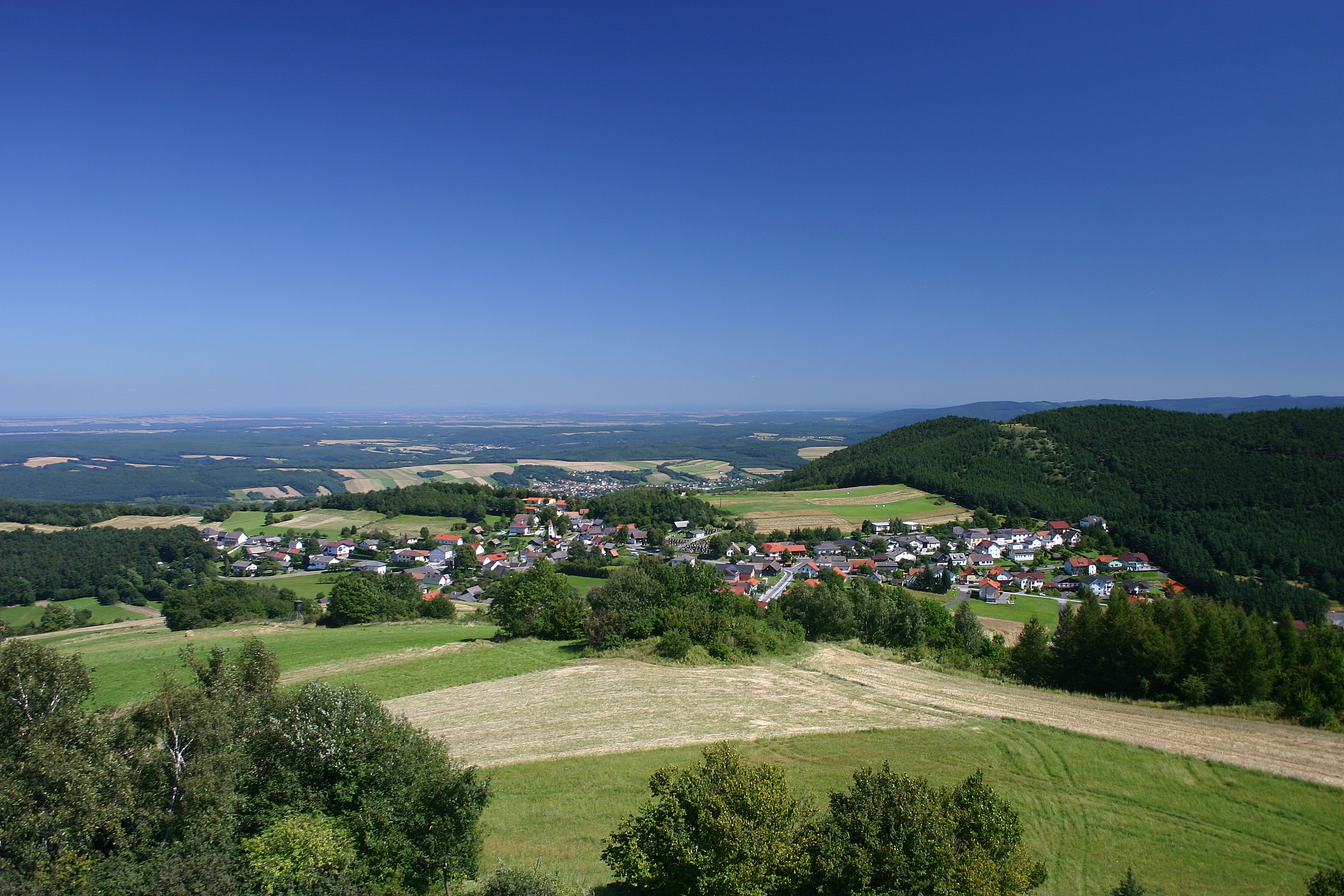
Ausblick auf den Ort Redlschlag